# IC 1953
IC 1953 — галактика типу SBc () у сузір'ї Ерідан.
Цей об'єкт міститься в оригінальній редакції індексного каталогу.